# Erannis bisrigaria
Erannis bisrigaria är en fjärilsart som beskrevs av Giorna 1791. Erannis bisrigaria ingår i släktet Erannis och familjen mätare. Inga underarter finns listade i Catalogue of Life.